# Dorthe Wolfsberg
Dorthe A. Wolfsberg, född Rasmussen 2 december 1958, är en tidigare dansk friidrottare på nationell elitnivå, gift med den före detta löparen Christian Wolfsberg. Hon har vunnit danska mästerskapsguld i inte mindre än sex olika grenar: 60 meter, 60 meter häck, 100 meter häck, längdhopp, höjdhopp och tresteg. Wolfsberg tävlade både under sin elitkarriär och som veteran för Frederiksberg IF.
Internationellt deltog Wolfsberg i flera europamästerskap både ute och inne i slutet av 1970-talet och början av 1980-talet. Hennes bästa placering blev en sjätteplats i längdhopp vid Inomhus-EM 1982.

## Personliga rekord
Wolfsberg satte under sin karriär åtskilliga danska rekord, både som junior och senior. Flera av dessa står sig fortfarande (2020).
| Gren       | Resultat | Datum            | Kommentar                             |
| ---------- | -------- | ---------------- | ------------------------------------- |
| 100 m      | 11,42    | 7 augusti 1983   | Näst bästa danska tid (mars 20)       |
| 200 m      | 23,36    | 9 juni 1983      | Ännu gällande danskt rekord (mars 20) |
| 100 m häck | 13,2     | 23 maj 1981      | Ännu gällande danskt rekord (mars 20) |
| 400 m häck | 59.16    | 1979             | Femte bästa danska tid (mars 20)      |
| 4 × 100 m  | 45,04    | 10 augusti 1983  | Ännu gällande danskt rekord (mars 20) |
| 50 m inne  | 6,33     | 22 februari 1981 | Ännu gällande danskt rekord (mars 20) |
| Längd inne | 6,48     | 1982             | Tredje bästa danska (mars 20)         |
| Höjdhopp   | 1,86     | 1981             | Näst bästa danska (mars 20)           |
| Sjukamp    | 5.674 p  | 1981             | Näst bästa danska (mars 20)           |